# 신칸센 E5계 전동차

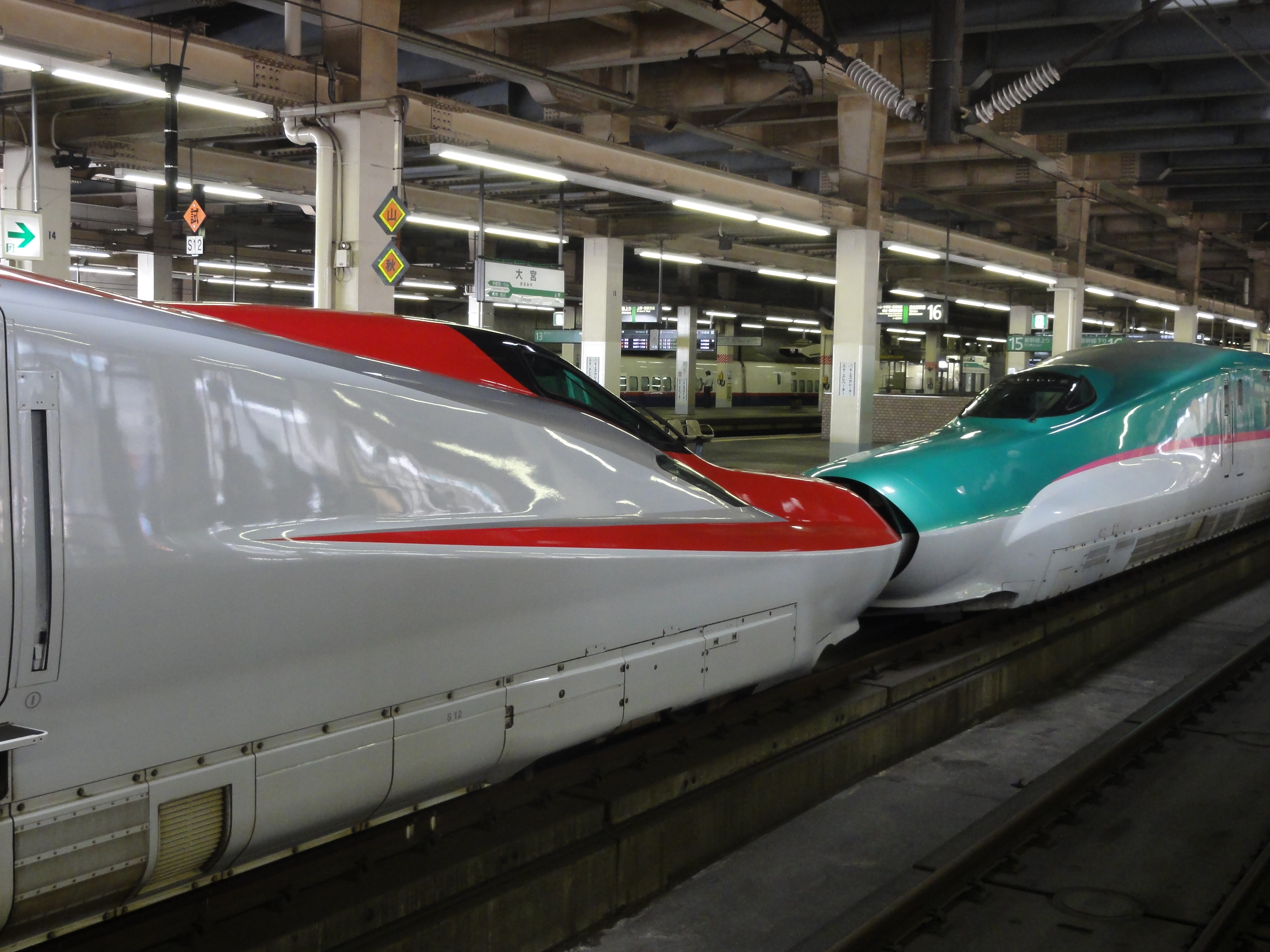
E6계 중련

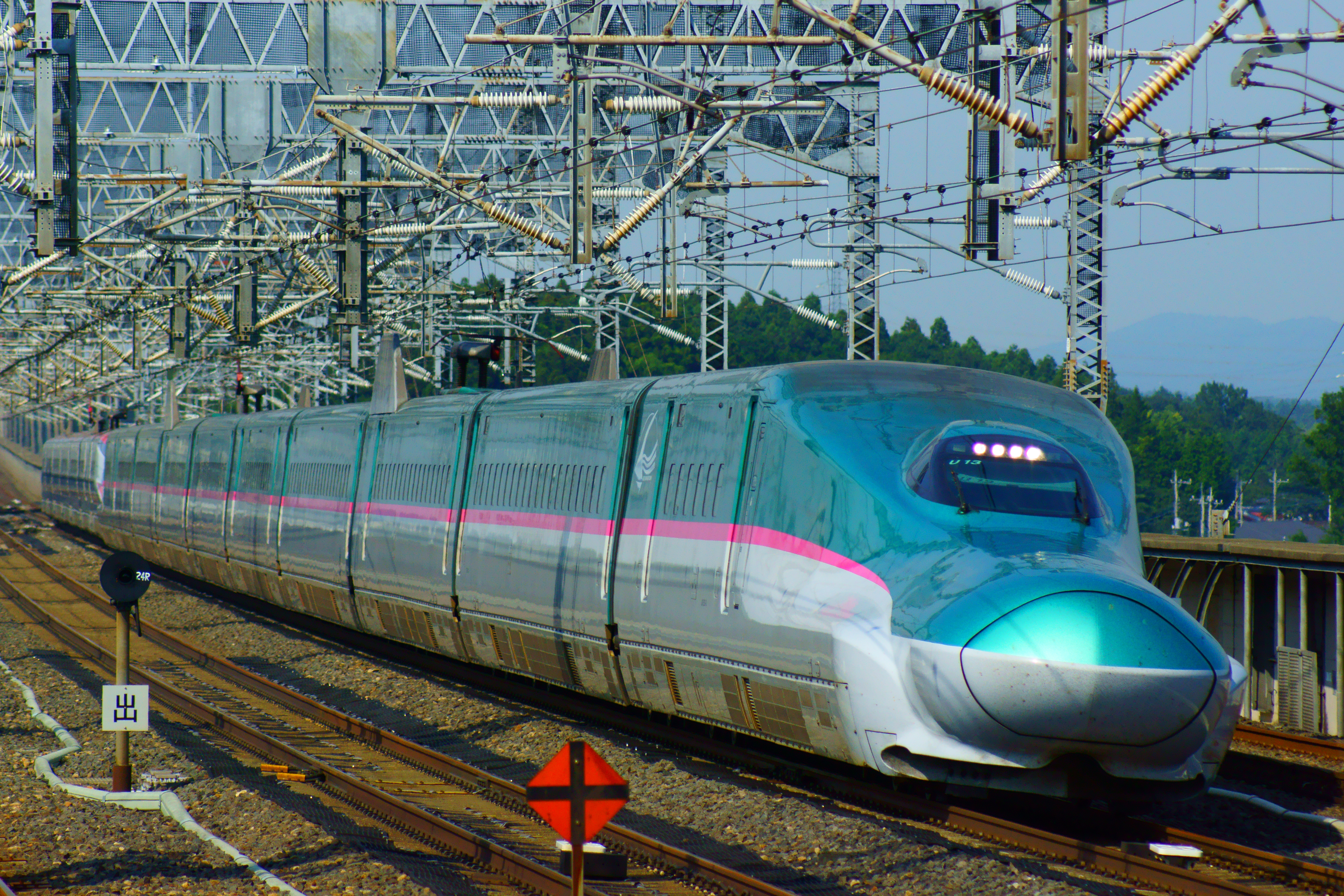
영업중인 신칸센 E5계

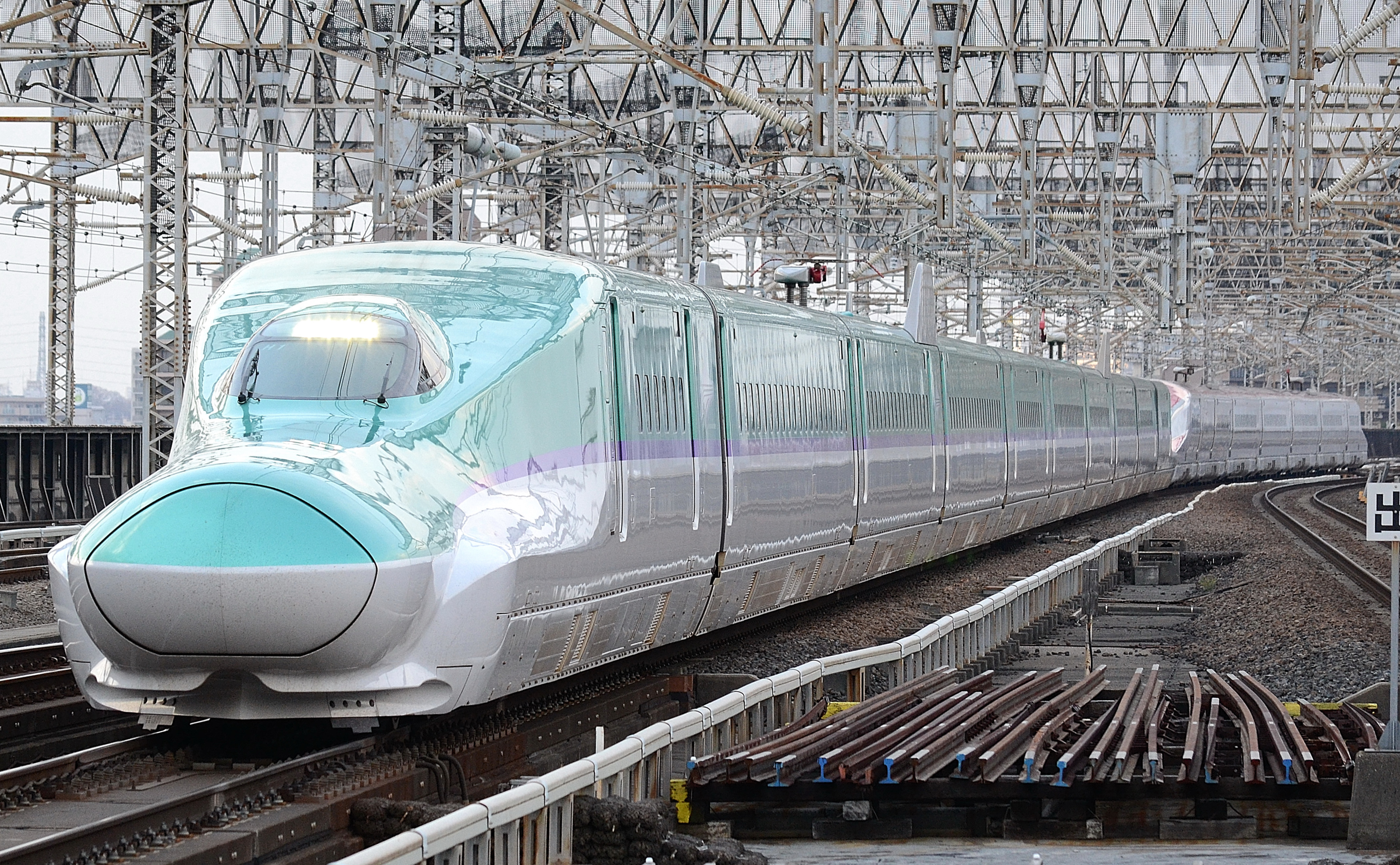
영업중인 신칸센 H5계

신칸센 E5계 ・ H5계 전동차(일본어: 新幹線E5系 ・ H5系電車)는 동일본여객철도(JR동일본)의 신칸센 차량이다. 본 항에서는 홋카이도여객철도(JR홋카이도)가 신칸센 E5계 전동차와 동일한 사양으로 도입하는 신칸센 H5계 전동차에 대해서도 서술한다.

## 개요
동일본여객철도는 2000년에 책정한 중기경영계획 뉴 프론티어 21에서 '세계 제일의 철도 시스템 구축'을 제시했다. 그 중에는 신칸센을 최고속도 360km/h로 영업운전하는 계획도 포함되어 있었는데, 그것에 기초해 2002년에 사내에서 발족시킨 신칸센 고속화 추진 프로젝트에 의해, 신칸센 고속 시험차량 파스텍 360을 개발하여 2005년부터 지상설비를 포함한 각종 실험을 실시했다. 그 결과, 환경대책이나 비용대 효과를 고려하면 최고 영업 속도 320km/h이 타당한 것으로 재검토되어, 현재의 E5계가 개발·제조되었다. 1편성(10량)당 제조 비용은 약 45억엔이다.
이 계열이 사용되는 열차의 애칭은 공모에 의해 "하야부사"로 결정되었다. 또, 'MADE IN DREAM.' '21세기의 꿈의 초특급을 만들면, 이렇게 되었습니다'를 캐치 카피로 하였다.
2009년 5월에 도호쿠 신칸센 노선에 시범 운행을 위해 신칸센 종합 차량 센터에 인도되었다. 1호차부터 5호차까지 야마구치현에 위치한 히타치 제작소, 6호차부터 10호차까지 효고현에 위치한 가와사키 중공업에서 제작했다. 2009년 12월 9일에 최초로 도쿄에서 일반인에게 공개했다. 2013년 2월에 U1편성으로 변경되었다.
2010년 5월에 신칸센 E5계 전동차 이름이 하야부사로 결정되었는데, 2009년 3월 폐지된 침대특급열차의 명칭이다. 같은 해 12월에 U2편성이 도입되었다. 이후 2편성이 추가로 반입되면서 하코타테 신칸센 차량 센터에 배치되었다.
2011년 3월 5일부터 영업운전을 개시하였으며, 2012년 5월, 제55회 일본철도클럽에서 매년 개최하는 블루리본상에서 최우수 작품으로 선정되었다. 같은 해 11월 20일에 공식 발표가 열렸다.
2013년 3월 16일, 다이야 개정으로 최고 우츠노미야 ~ 센다이 구간 최고 영업 속도가 320km/h를 증가했다.
2014년 4월에 홋카이도 신칸센 개통에 따른 세부 열차 사항이 발표되었다. H1편성이 고베시 카와사키 중공업에서 하코타테 신칸센 차량 센터로 배치되었다. 같은 해 10월에 H2편성이 반입되었고 이후 홋카이도 신칸센에서 시범 운행을 시작하면서 최고 영업 속도 260km/h를 도달했고, 2015년 11월에 도호쿠 신칸센 구간에 시범 운행을 개시했다.
2017년 3월 25일 도호쿠 신칸센 개업 35주년을 맞이해 조에쓰 신칸센을 운행했고 니가타 ~ 하치노헤간 임시 열차가 운행되었다.

## 모델
이 열차는 E7계·W7계와 마찬가지로 E2계 모델을 기반으로 개발된 차량으로, E5계·H5계 열차 모델은 파스텍 360 모델을 기반으로 설계되었다. 열차 선두부에 옥색 도장이 적용되었고 그 외에도 분홍색과 보라색을 적용했다. 로고의 경우 파스텍을 의미하며 회색 도장이 적용되었고 동일본여객철도와 홋카이도여객철도 회사 사명까지 포함되었다.

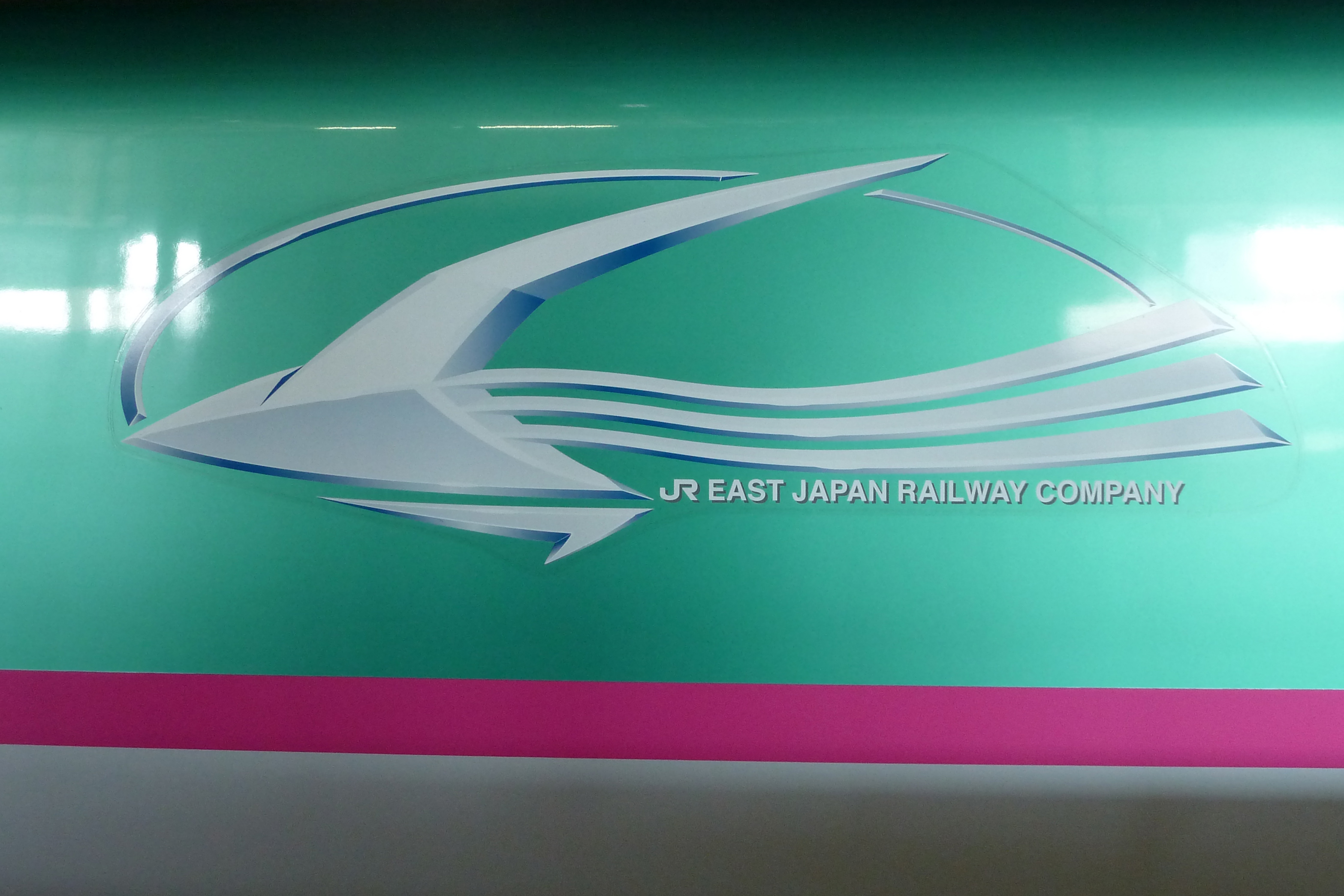
E5계 차량 로고
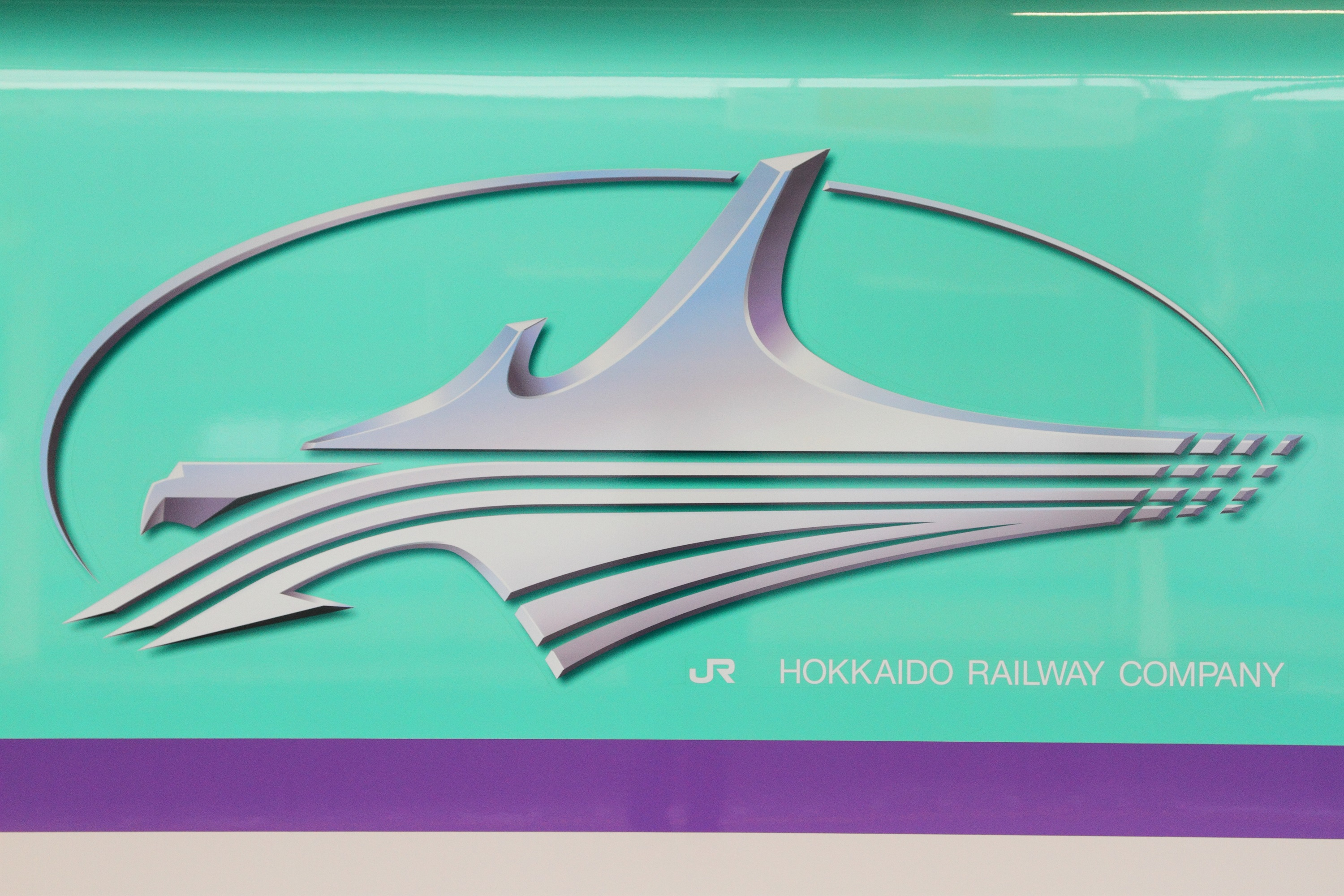
H5계 차량 로고
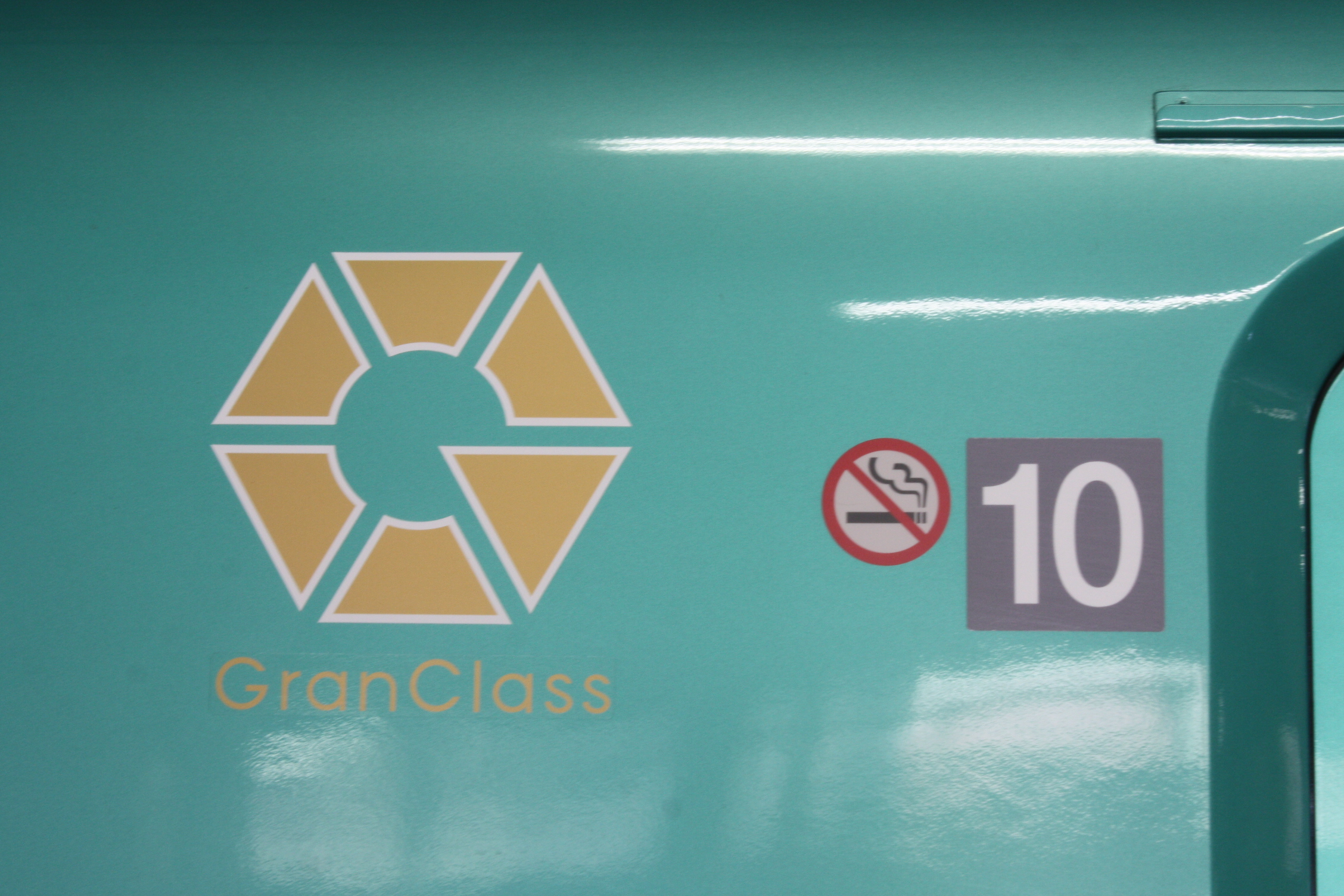
그랜클레스 로고

## 운행 노선

### 현재 운행 노선
- 도호쿠 & 홋카이도 신칸센
  - 나스노
  - 야마비코
  - 하야부사
  - 하야테

## 구조

### 차량 외관
차체는 알루미늄 합금에 의한 중공 트러스 단면의 더블스킨 구조를 채용했다. 터널 미기압파를 감소시키기 위해 차체 높이를 E954형(FASTECH 360S)과 같은 3,650 mm로, 차체폭은 3,350 mm로 하였다. 차체 경사(틸팅)를 고려하여 차체 측면을 안쪽으로 기울게 설계했다.
선두 형상은 E954형 8호차의 '애로우 라인'을 기본으로 한 '더블 카스프'형으로 하여, 터널 미기압파 저감을 도모하고 있다. 또, 노즈의 길이를 E954형의 16m에서, 약 15m로 단축하고 있다. 캐노피형으로 된 운전대 상부에 전조등(4개)과 미등을 설치했다. 양산 선행차인 U1편성에서는 N700계와 같이 양 선두차(1호차와 10호차)의 운전대 쪽 승객용 문에 플러그 도어가 설치되어 있고, 다른 승객용 문은 통상의 미닫이형으로 되어 있었지만, 양산차량인 U2편성 이후의 편성에서는 모두 미닫이식으로 통일되어 있다.
차체의 색은, 미래를 느끼게 하는 선진적 이미지와 스피드감을 표현하기 위해 E954형 'FASTECH 360S'를 기본으로 상부를 '토키와 그린', 하부를 '비운 화이트'으로 하여, 그 경계선이 되는 중앙에 '하야테 핑크'색 띠를 배치하며, 2014년에 도입하는 홋카이도 여객철도 소유의 H5계 전동차의 경우 '아야카(사이카) 퍼플'색 띠를 배치한다.

### 주요 기기
소음 대책으로서 차체 측면부에 점검 마개를 겸한 판을 설치하여 차체 하반부를 가리는 구조로 되어 있다. 또, 차체 연결 부분에는 전주 덮개(全周幌)와 차체간 댐퍼가 장비되어 있어, 소음 저감과 차체간의 흔들림이 저감되었다. 전주 덮개는 캔틸레버 지지방식으로 되어 있어, 지붕 부분과 측면 부분으로 분할되어, 연결시에는 차량의 2위측에 고정되어, 옆 차량의 1위측에 링 기구로 눌러 붙이는 구조가 되어 있다. 또 차체 측면의 대차 부근에는 대차 커버가 채용되어 있다. 대차 커버는 경량화를 위해 카본 파이버 제로 되어 있으며, 흡음재를 채용하는 것으로 소음 저감을 꾀했다.

#### 대차

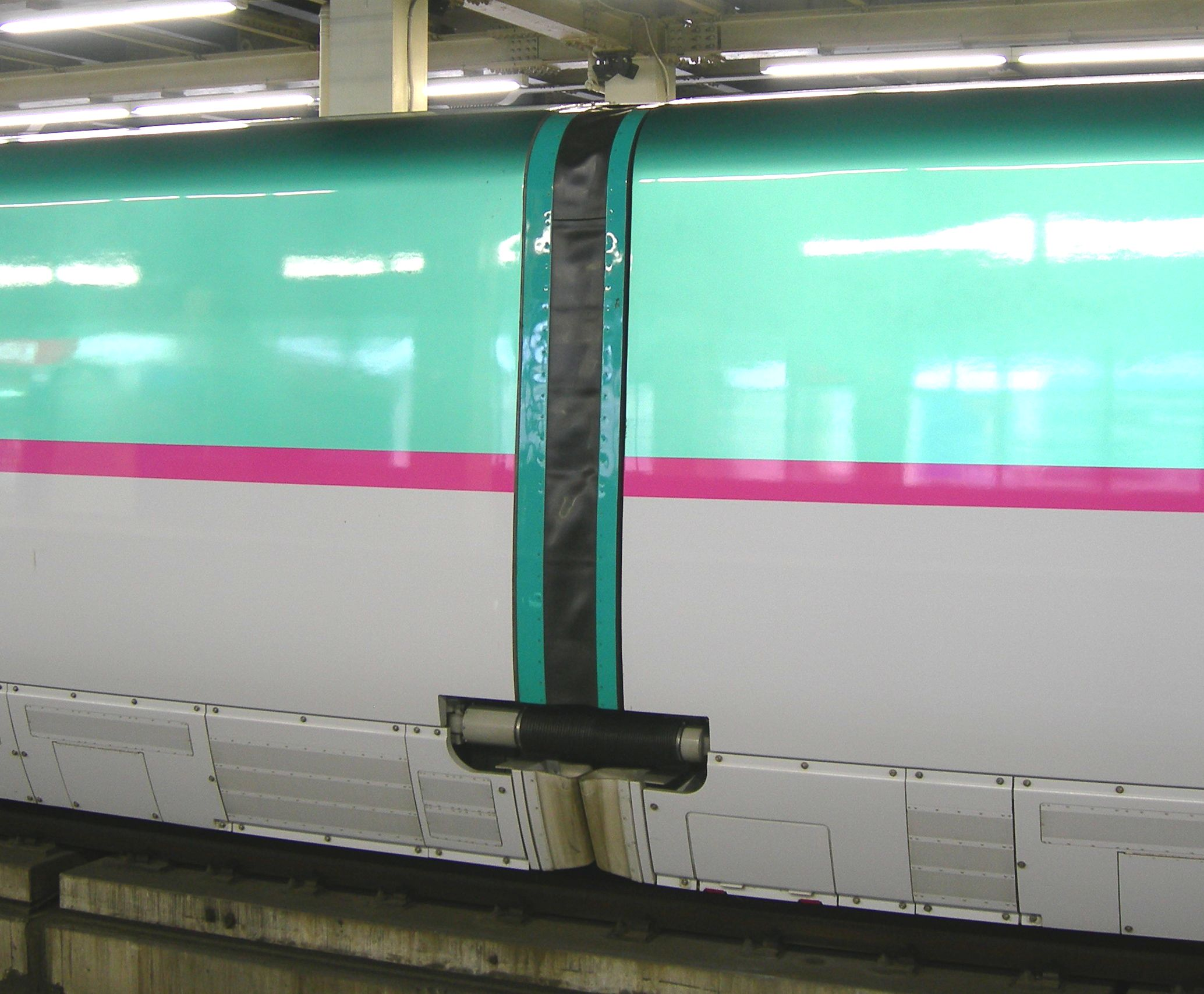
차체 연결 부분. 전주 덮개와 차체간 댐퍼가 장비되어 있다.

대차는 E2계의 대차를 베이스로 하여 내구성·제동성을 강화한 볼스터리스 대차를 채용했다. 제동력 강화를 위해 이전에는 공압유압변환식이었던 캘리퍼 식 차륜 디스크 브레이크(동력대차에 장비)과 캘리퍼 식 차축 디스크 브레이크(부수대차에 장비)를 공압식으로 변경하였으며, 차륜의 휠 부분 양측과 차축에 장착된 브레이크 디스크의 체결 볼트를 내주체결식(内周締結式)에서 중앙체결식으로 변경하여 볼트의 부담과 디스크 면의 변형을 최소한으로 억제했다.
대차 형식은 전동대차가 DT208, 부수대차가 TR7008이며, 선두차량 운전대 쪽은 레일과 차륜과의 점착력을 높이기 위한 세라믹 분사장치를 갖춘 TR7008A이다. 또, 차체와 대차 프레임을 토션 바로 연결하여, 대차의 사행동을 억제하는 토션바 식 안티 롤링 장치를 장착하고 있다.
전 차량에 E2계의 공기식보다 개량된 전자식(電磁式) 액추에이터를 사용하여 회전력으로 좌우의 상위를 제어하는 롤러 나사식(ローラーネジ式) 풀 액티브 서스펜션과 공기 용수철에 의한 차체경사 제어 장치를 탑재하였다. 공기식으로부터 전기식으로 변경하는 것에 의해, 공기배관이나 탱크가 필요없게 되어, 경량화를 이루었다.

#### 집전장치

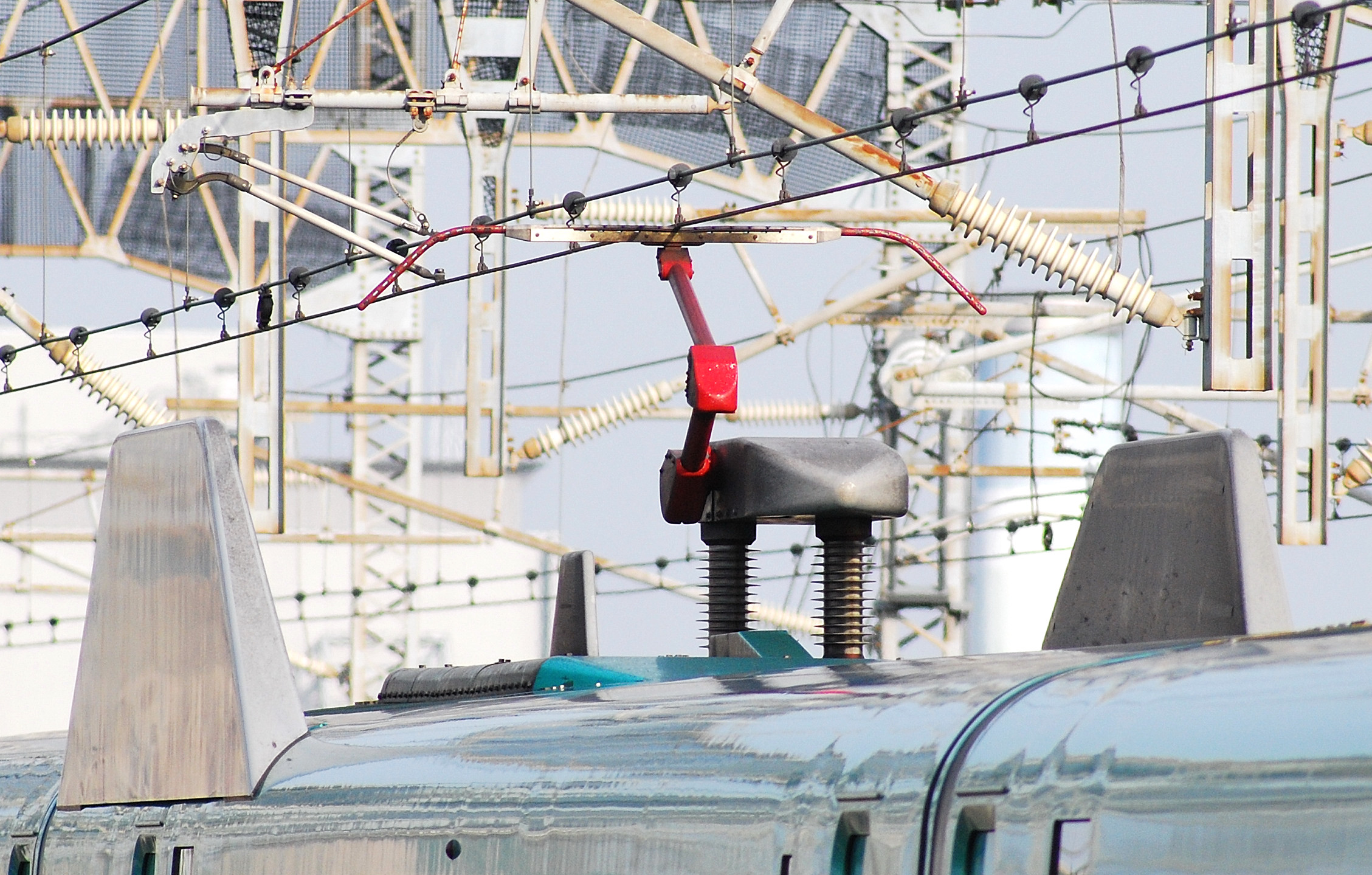
PS208형 팬터그래프

편성 안에서 사용하는 팬터그래프는 2기 중 1기 뿐(3, 7호차에 탑재된 것 중 진행방향에 대해 후방에 있는 것)이므로, 이선이 쉽게 발생하지 않는 12분할 접촉판이 붙은 저소음 팬터그래프를 장비하고 있다. 분할된 접촉판 안에는 스프링이 내장되어 있어, 가선에 부드럽게 추종한다. 양산선행차에서는 '<' 자형 메인 프레임(くの字主枠)과 일체형 메인 프레임의 두 타입을 장비하여, 비교 실험을 실시했다.
그 결과, E954형에서 테스트된 PS9037을 베이스로 한, '<'자형 메인 프레임의 싱글암 팬터그래프(PS208)이 탑재되어 있다. 팬터그래프 측면의 대형 차음판 이외에도, 애자 측면부에 소형 차음판이 설치되어 있다.
소음 저감을 위해, 특고압 인통선은 E2계 0번대와 같이 차내 천장부에 배치했다.

#### 전원·제어기기
주전동기(MT207)는 농형 3상 유도전동기다. 냉각방식은 자기(自己) 통풍으로, 정격출력은 300kW이다.

## 성능
영업운전의 최고속도는 320km/h로, 3‰의 상구배에서의 균형속도는 360km/h이다. 표준 편성은 10량으로, 전동차와 부수차의 구성(MT비)는 8:2이다. 기동가속도는 1.71km/h/s이지만, E3계와의 병결시에는 E3계의 성능에 맞추어 1.6km/h/s로 운행한다
곡선통과시의 승차감을 향상시켜 반경 4,000m의 커브에서도 320km/h로 주행할 수 있도록, 공기 용수철 스트로크식 틸팅 시스템을 이용하여 차체를 최대 1.5도 기울일 수 있다.

## 객차 구성[28]
- 전 편성 3호차와 7호차에 팬터그래프가 존재한다.[6]

### U 편성 (동일본여객철도소속)
| 호차      | 1    | 2        | 3    | 4        | 5        | 6        | 7        | 8        | 9    | 10   |
| --------- | ---- | -------- | ---- | -------- | -------- | -------- | -------- | -------- | ---- | ---- |
| 명칭      | T1c  | M2       | M1   | M2       | M1k      | M2       | M1       | M2       | M1s  | Tsc  |
| 번호      | E523 | E526-100 | E525 | E526-200 | E525-400 | E526-300 | E525-100 | E526-400 | E515 | E514 |
| 무게 (톤) | 41.9 | 45.9     | 46.0 | 46.3     | 46.1     | 46.8     | 46.8     | 46.0     | 45.8 | 42.7 |
| 좌석      | 29   | 100      | 85   | 100      | 59       | 100      | 85       | 100      | 55   | 18   |

### H 편성 (홋카이도여객철도) 소속
| 번호      | 1    | 2        | 3    | 4        | 5        | 6        | 7        | 8        | 9    | 10   |
| --------- | ---- | -------- | ---- | -------- | -------- | -------- | -------- | -------- | ---- | ---- |
| 명칭      | T1c  | M2       | M1   | M2       | M1k      | M2       | M1       | M2       | M1s  | Tsc  |
| 번호      | H523 | H526-100 | H525 | H526-200 | H525-400 | H526-300 | H525-100 | H526-400 | H515 | H514 |
| 무게 (톤) | 41.9 | 45.9     | 46.0 | 46.3     | 46.1     | 46.8     | 46.8     | 46.0     | 45.8 | 42.7 |
| 좌석      | 29   | 100      | 85   | 100      | 59       | 100      | 85       | 100      | 55   | 18   |

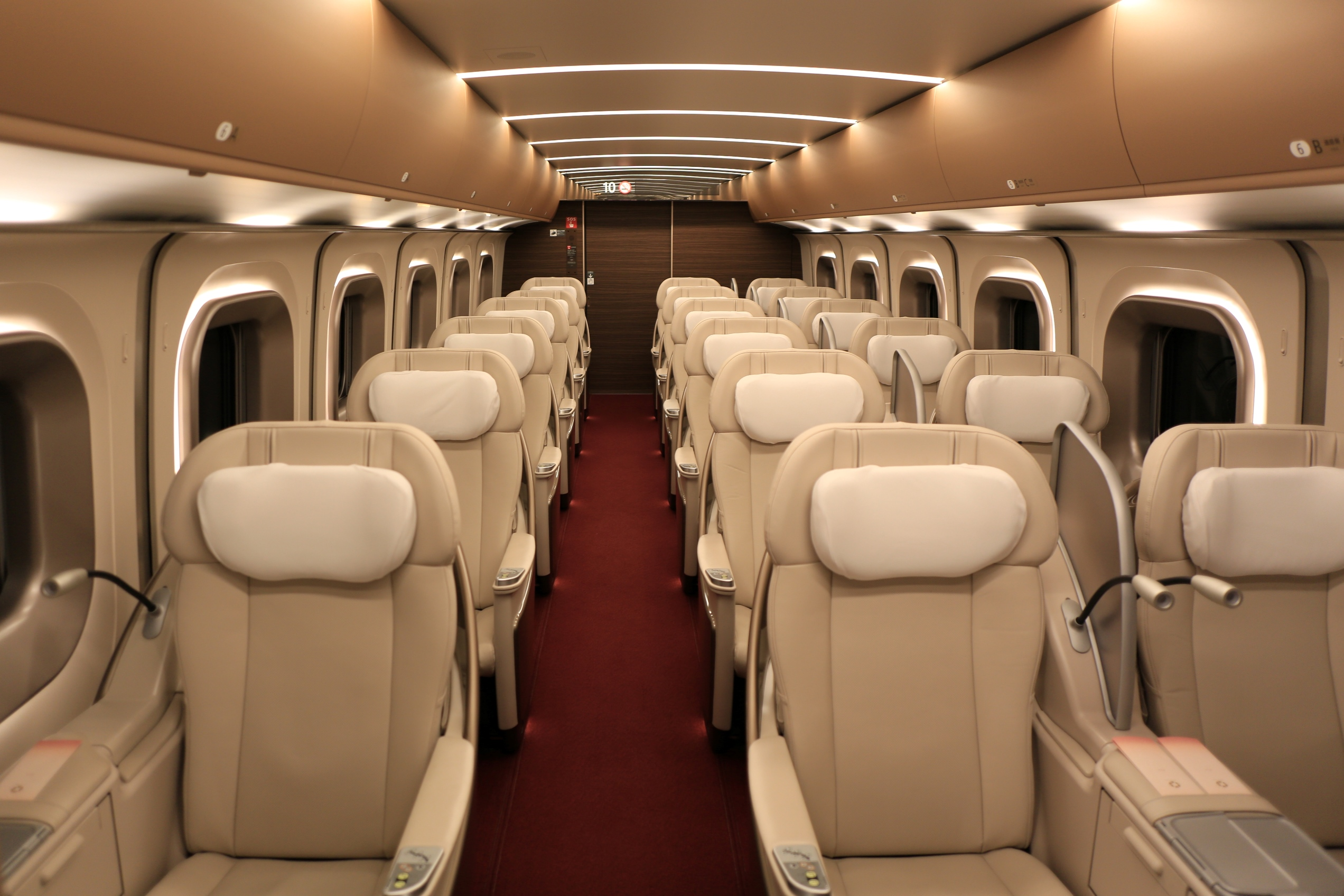
10호차 그랜클래스
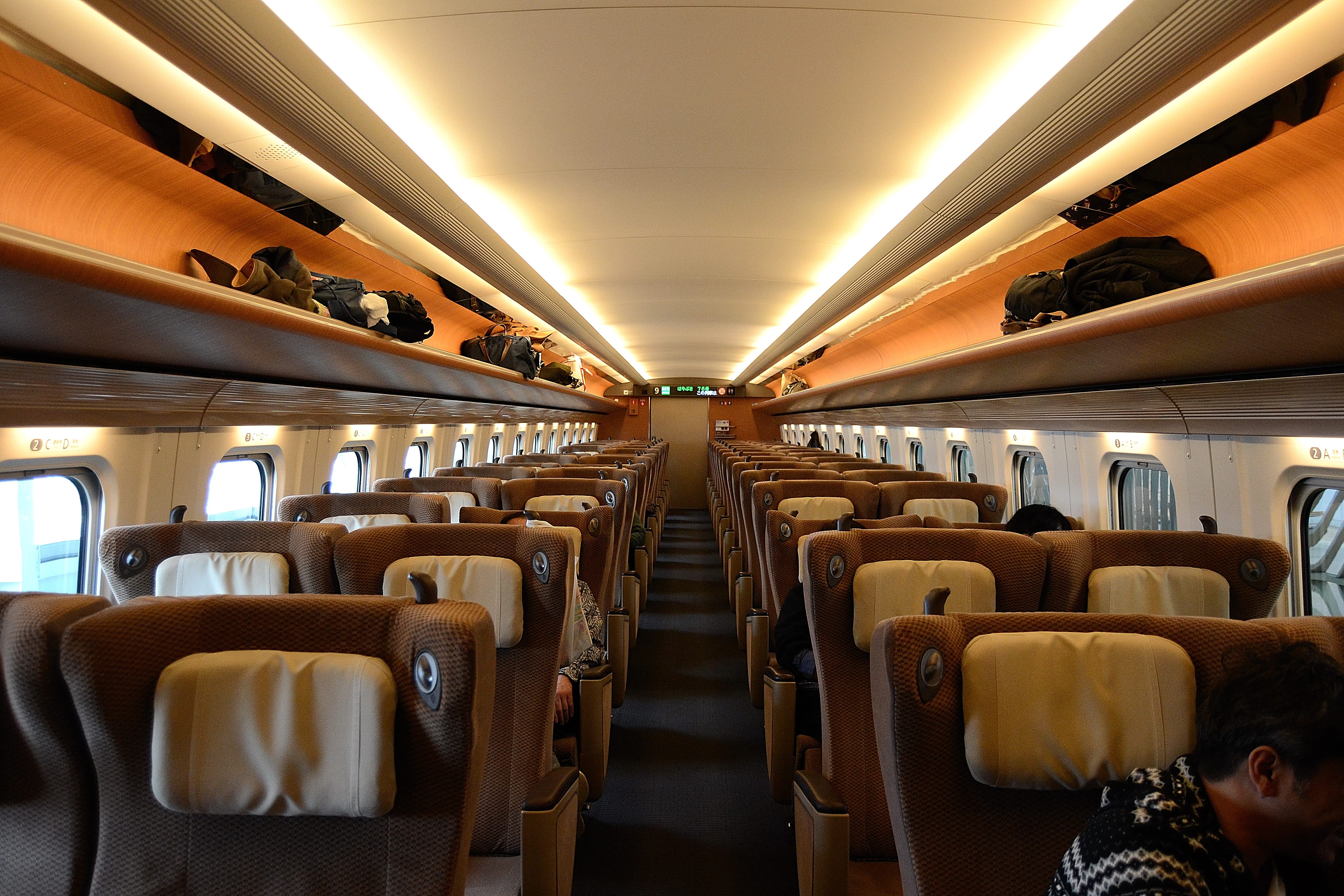
9호차 그린차
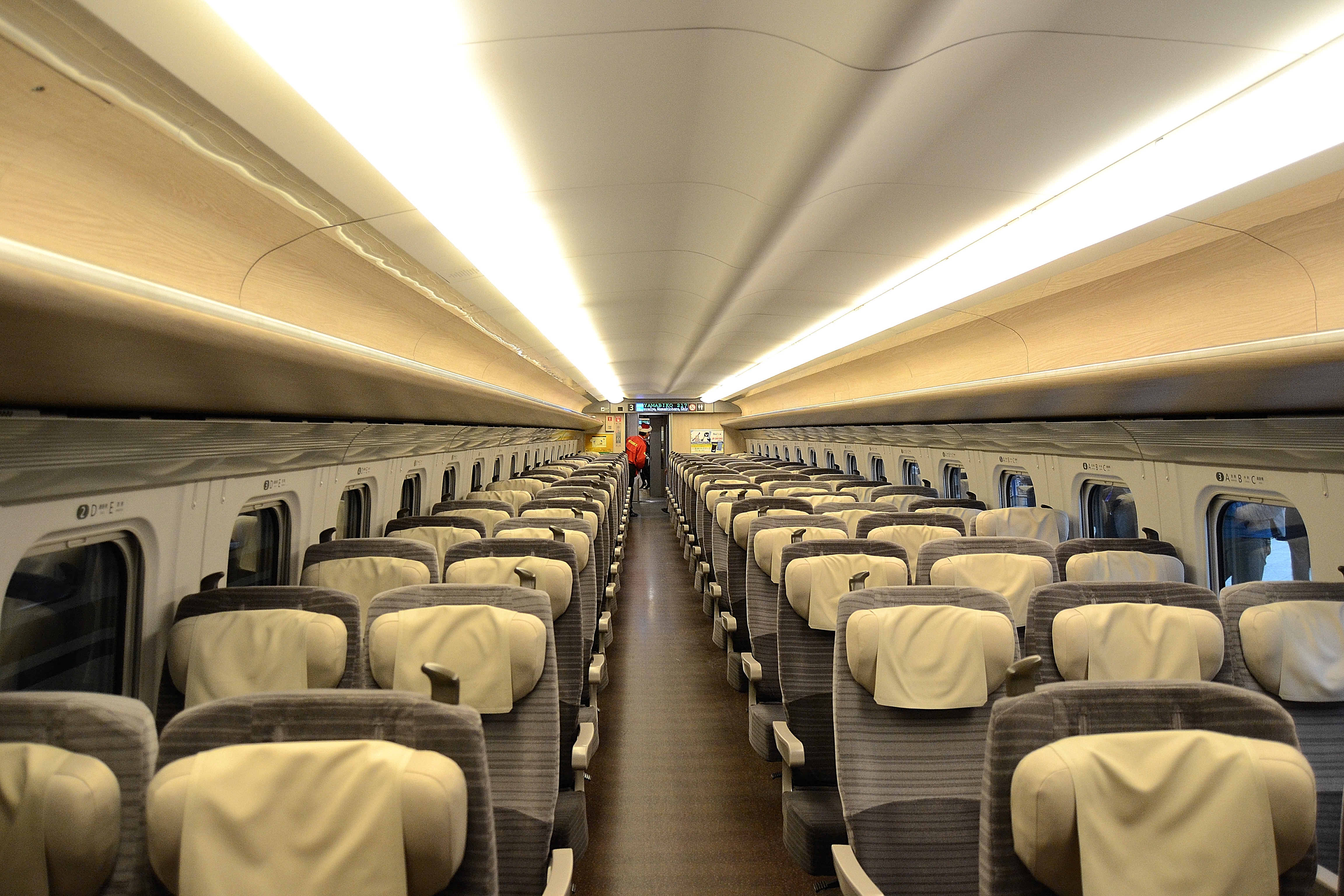
3호차 지정석
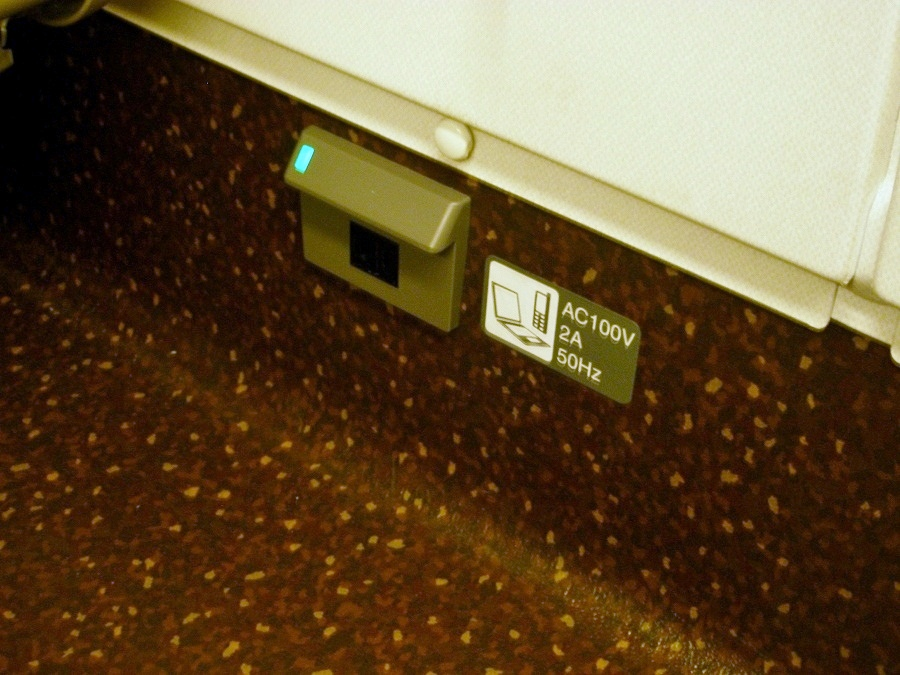
E5계 콘텐츠

## 현황
- 총 54 편성이 도입되었으며, 현재 53 편성이 운행 중이다. 가독성을 높이기 위해 현재 운행 중인 차량은 굵은 글씨로 표시했다.

### U 편성 (동일본여객철도소속)
| 차호  | 도입 시기 | 운행 중단 시기 | 비고                                                            |
| ----- | --------- | -------------- | --------------------------------------------------------------- |
| U1호  | 2009년    | 운행 중        | 도입 초기 S11호로 도입했다.                                     |
| U2호  | 2010년    | 운행 중        |                                                                 |
| U3호  | 2011년    | 운행 중        |                                                                 |
| U4호  | 2011년    | 운행 중        |                                                                 |
| U5호  | 2011년    | 운행 중        |                                                                 |
| U6호  | 2011년    | 운행 중        | 디즈니 리조트 Magical Journey Shinkansen 랩핑열차로 운행중이다. |
| U7호  | 2011년    | 운행 중        |                                                                 |
| U8호  | 2011년    | 운행 중        |                                                                 |
| U9호  | 2011년    | 운행 중        |                                                                 |
| U10호 | 2012년    | 운행 중        |                                                                 |
| U11호 | 2012년    | 운행 중        |                                                                 |
| U12호 | 2012년    | 운행 중        |                                                                 |
| U13호 | 2012년    | 운행 중        |                                                                 |
| U14호 | 2012년    | 운행 중        |                                                                 |
| U15호 | 2012년    | 운행 중        |                                                                 |
| U16호 | 2012년    | 운행 중        |                                                                 |
| U17호 | 2012년    | 운행 중        |                                                                 |
| U18호 | 2012년    | 운행 중        |                                                                 |
| U19호 | 2012년    | 운행 중        |                                                                 |
| U20호 | 2012년    | 운행 중        |                                                                 |
| U21호 | 2012년    | 운행 중        |                                                                 |
| U22호 | 2013년    | 운행 중        |                                                                 |
| U23호 | 2013년    | 운행 중        |                                                                 |
| U24호 | 2013년    | 운행 중        |                                                                 |
| U25호 | 2013년    | 운행 중        |                                                                 |
| U26호 | 2013년    | 운행 중        |                                                                 |
| U27호 | 2013년    | 운행 중        |                                                                 |
| U28호 | 2013년    | 운행 중        |                                                                 |
| U29호 | 2015년    | 운행 중        |                                                                 |
| U30호 | 2015년    | 운행 중        |                                                                 |
| U31호 | 2016년    | 운행 중        |                                                                 |
| U32호 | 2017년    | 운행 중        |                                                                 |
| U33호 | 2017년    | 운행 중        |                                                                 |
| U34호 | 2017년    | 운행 중        |                                                                 |
| U35호 | 2017년    | 운행 중        |                                                                 |
| U36호 | 2017년    | 운행 중        |                                                                 |
| U37호 | 2017년    | 운행 중        |                                                                 |
| U38호 | 2018년    | 운행 중        |                                                                 |
| U39호 | 2018년    | 운행 중        |                                                                 |
| U40호 | 2018년    | 운행 중        |                                                                 |
| U41호 | 2018년    | 운행 중        |                                                                 |
| U42호 | 2019년    | 운행 중        |                                                                 |
| U43호 | 2019년    | 운행 중        |                                                                 |
| U44호 | 2019년    | 운행 중        |                                                                 |
| U45호 | 2020년    | 운행 중        |                                                                 |
| U46호 | 2021년    | 운행 중        |                                                                 |
| U47호 | 2023년    | 운행 중        |                                                                 |
| U48호 | 2023년    | 운행 중        |                                                                 |
| U49호 | 2023년    | 운행 중        |                                                                 |
| U50호 | 2023년    | 운행 중        |                                                                 |
| U51호 | 2024년    | 운행 중        |                                                                 |

### H 편성 (홋카이도여객철도소속)
| 차호 | 도입 시기 | 운행 중단 시기 | 비고                                                        |
| ---- | --------- | -------------- | ----------------------------------------------------------- |
| H1호 | 2014년    | 운행 중        |                                                             |
| H2호 | 2014년    | 2022년         | 2022년 후쿠시마현 해역 지진으로 인해 탈선사고로 폐차되었다. |
| H3호 | 2015년    | 운행 중        |                                                             |
| H4호 | 2015년    | 운행 중        |                                                             |

## 사진

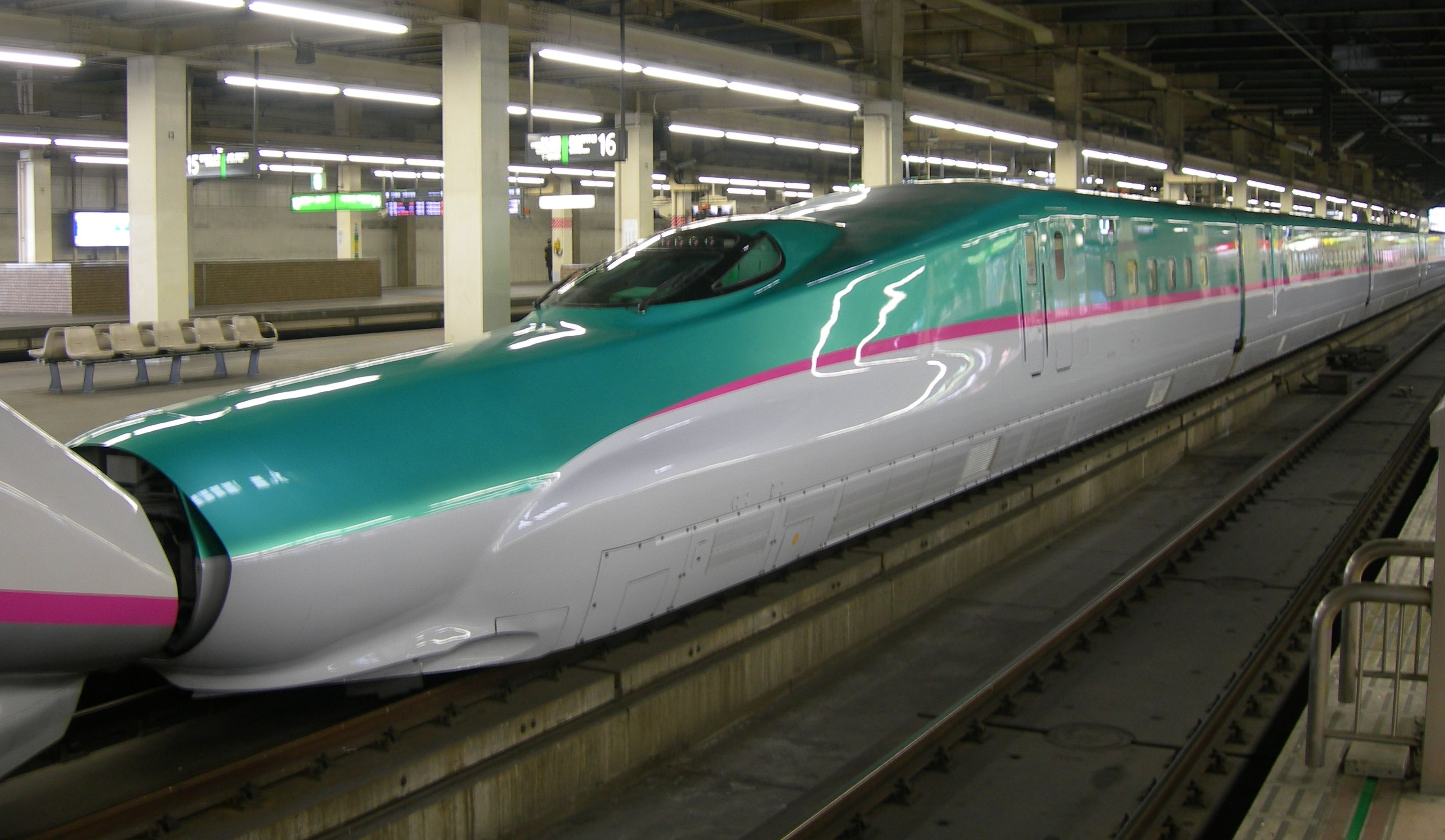
E514-1 (10호차)
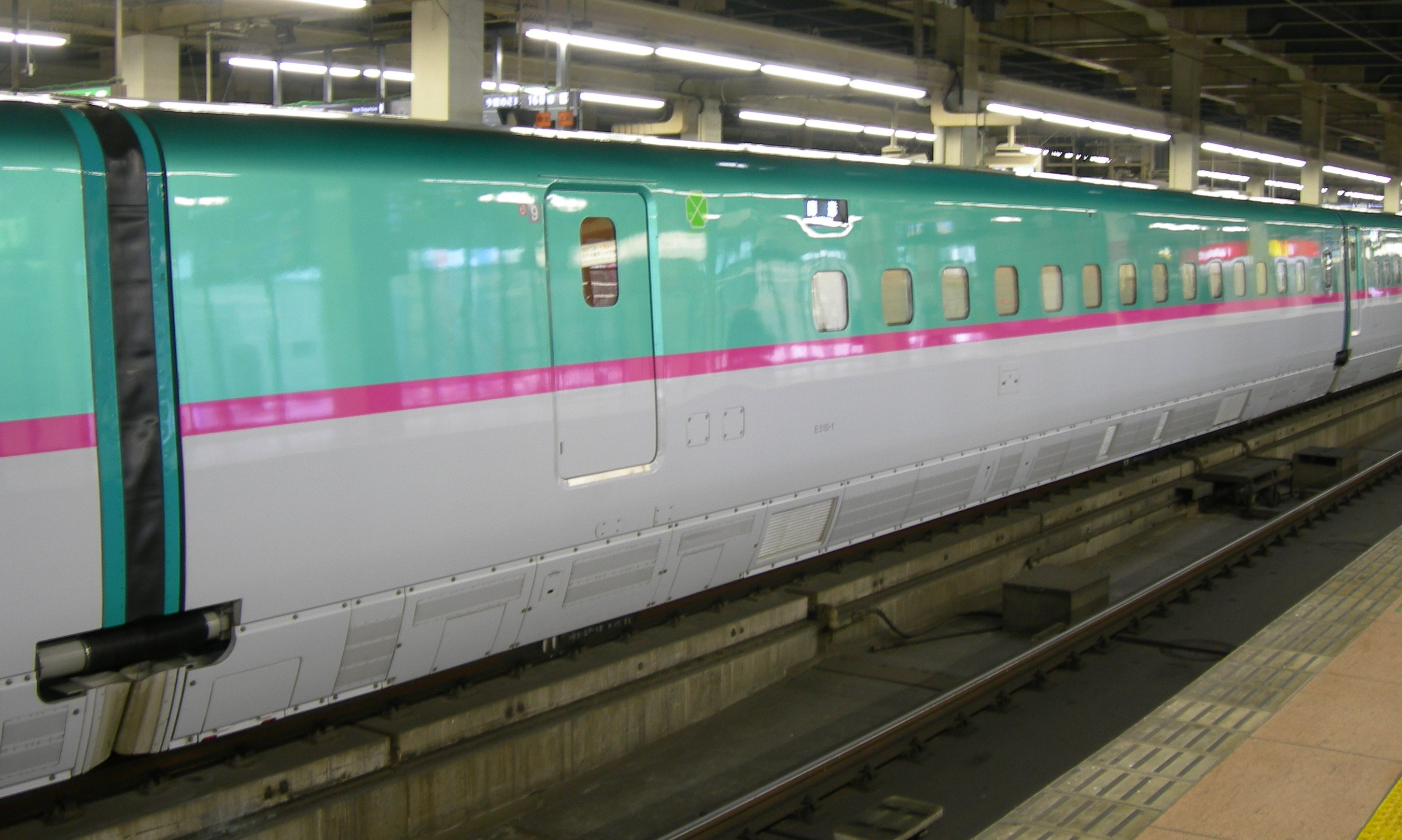
E515-1 (9호차)
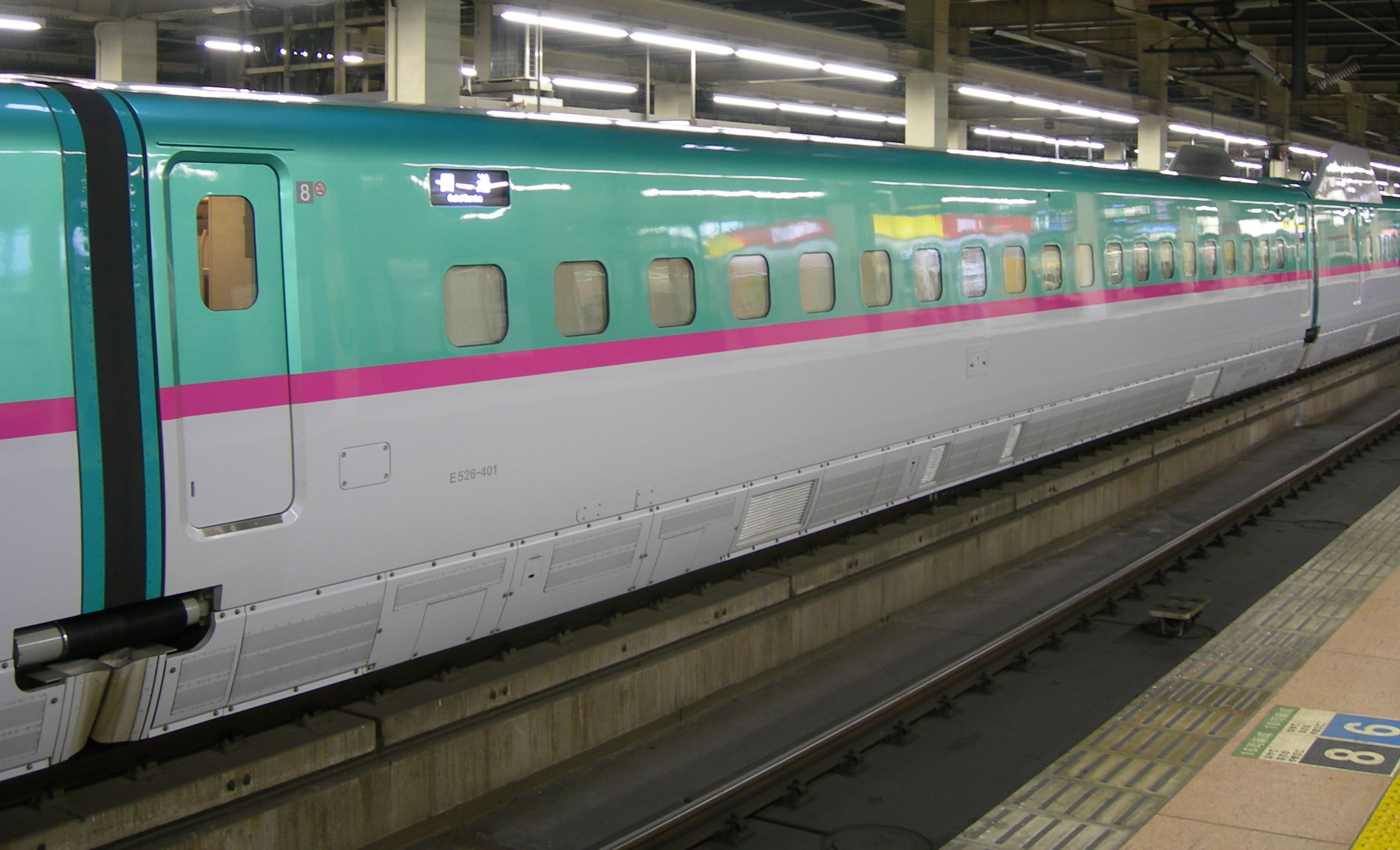
E526-401 (8호차)
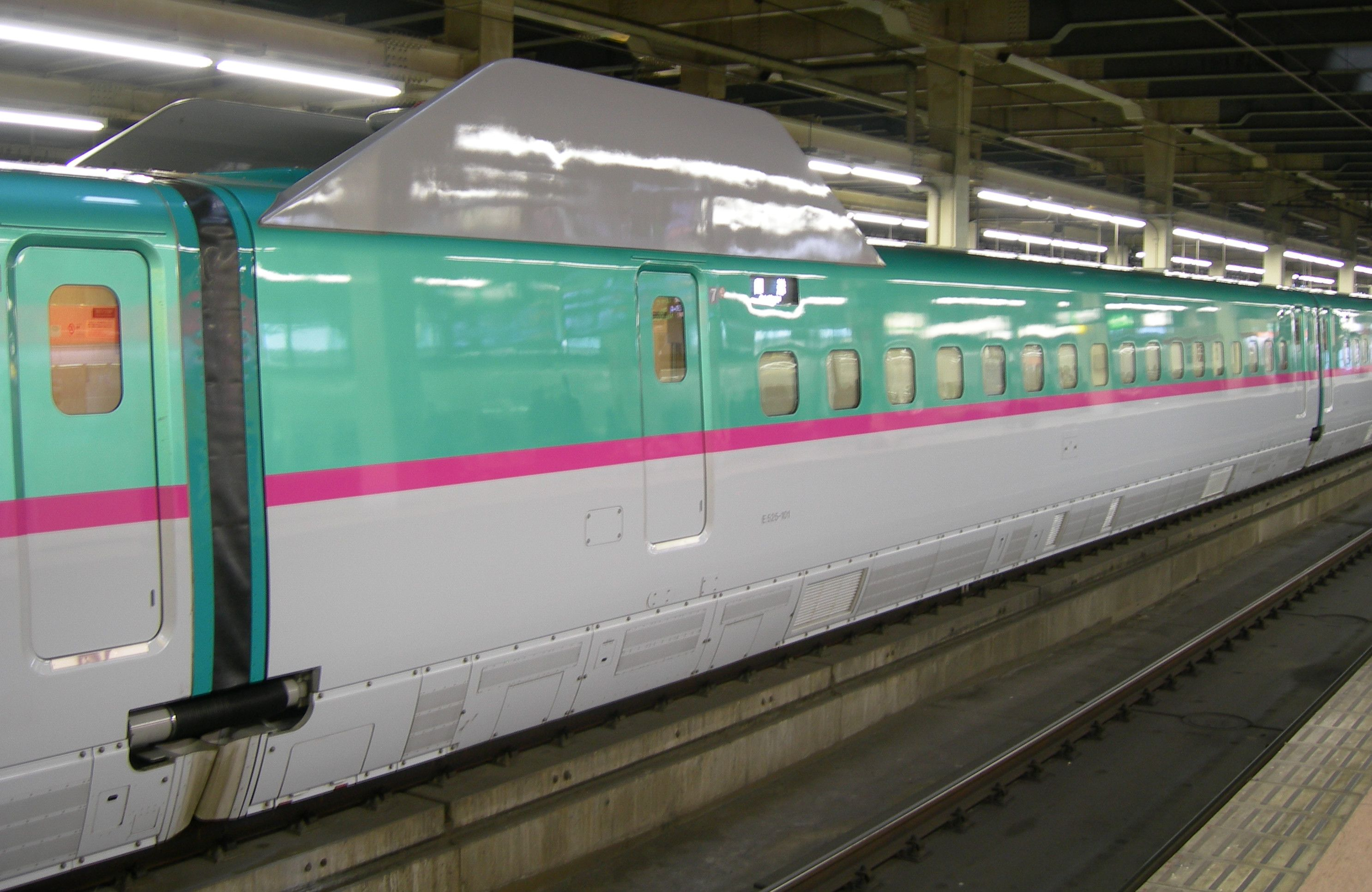
E525-101 (7호차)
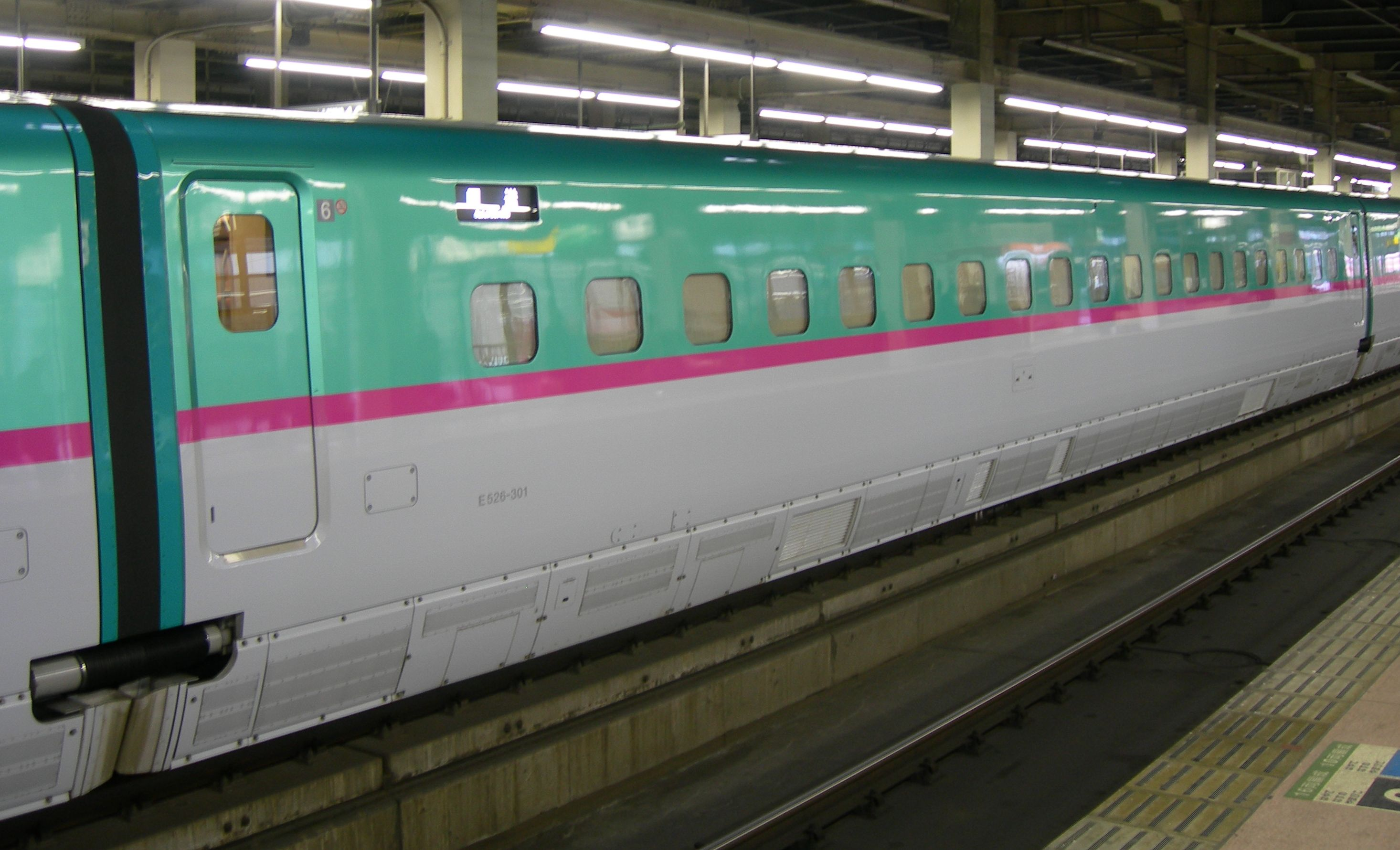
E526-301 (6호차)
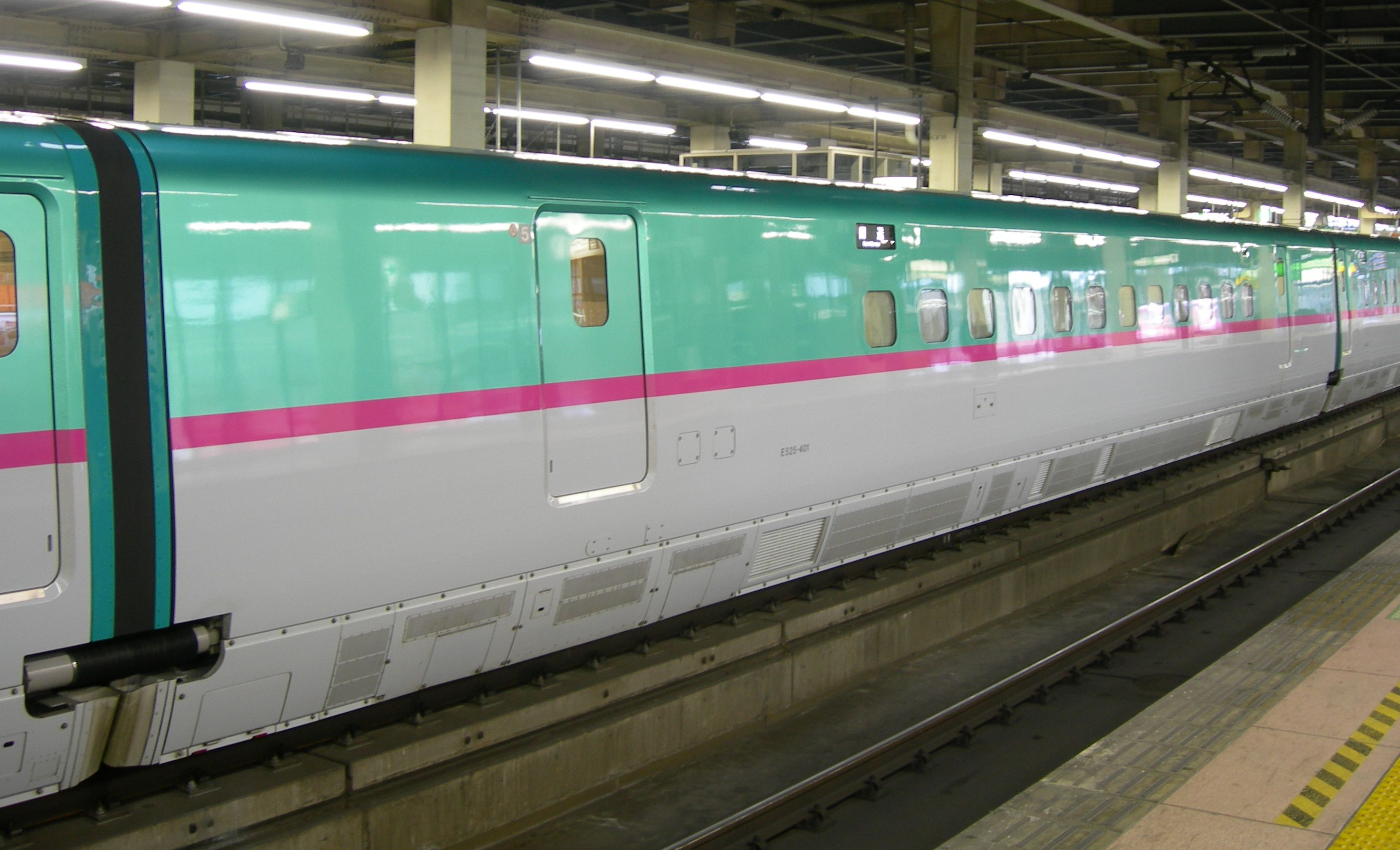
E525-401 (5호차)
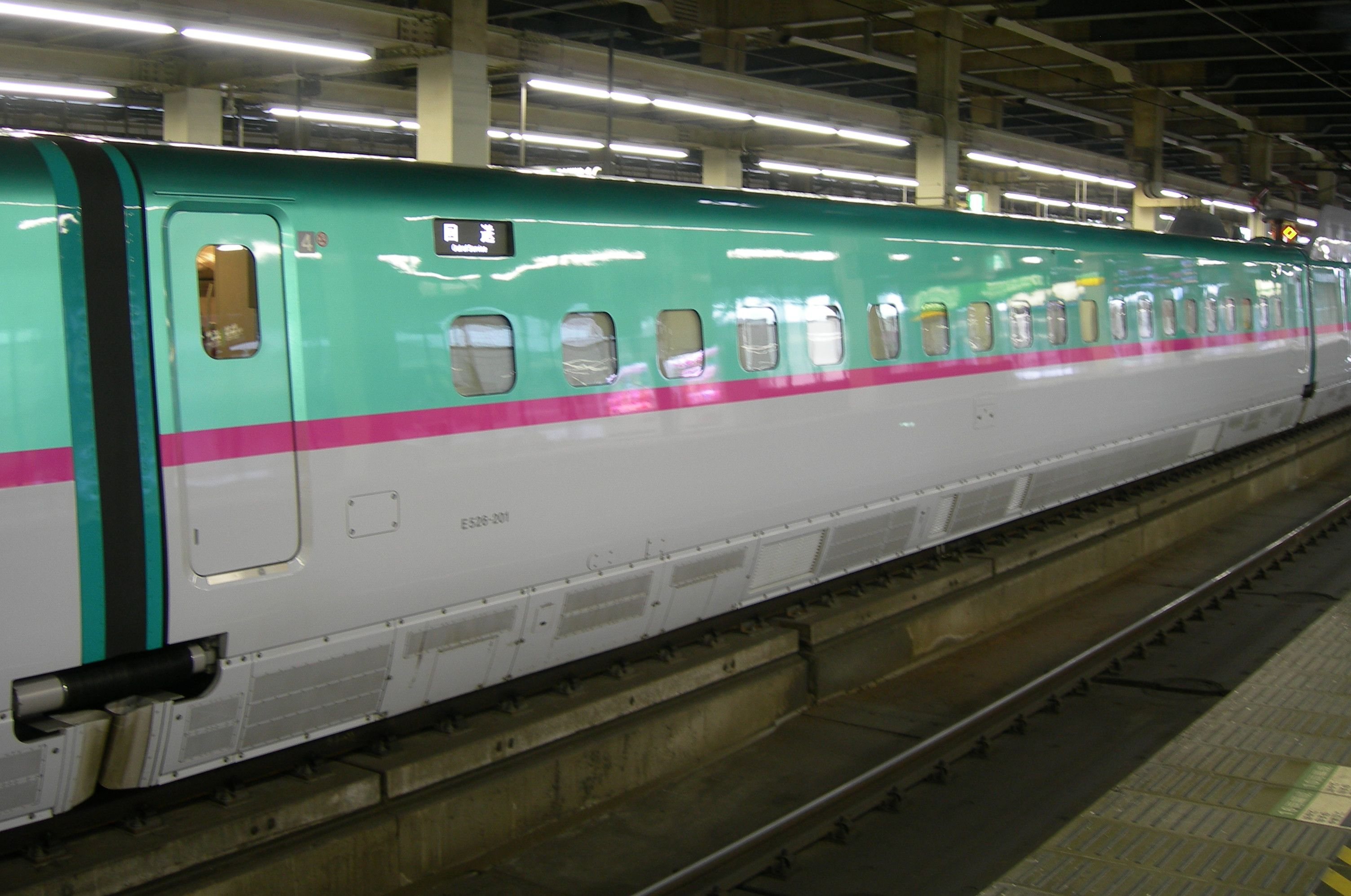
E526-201 (4호차)
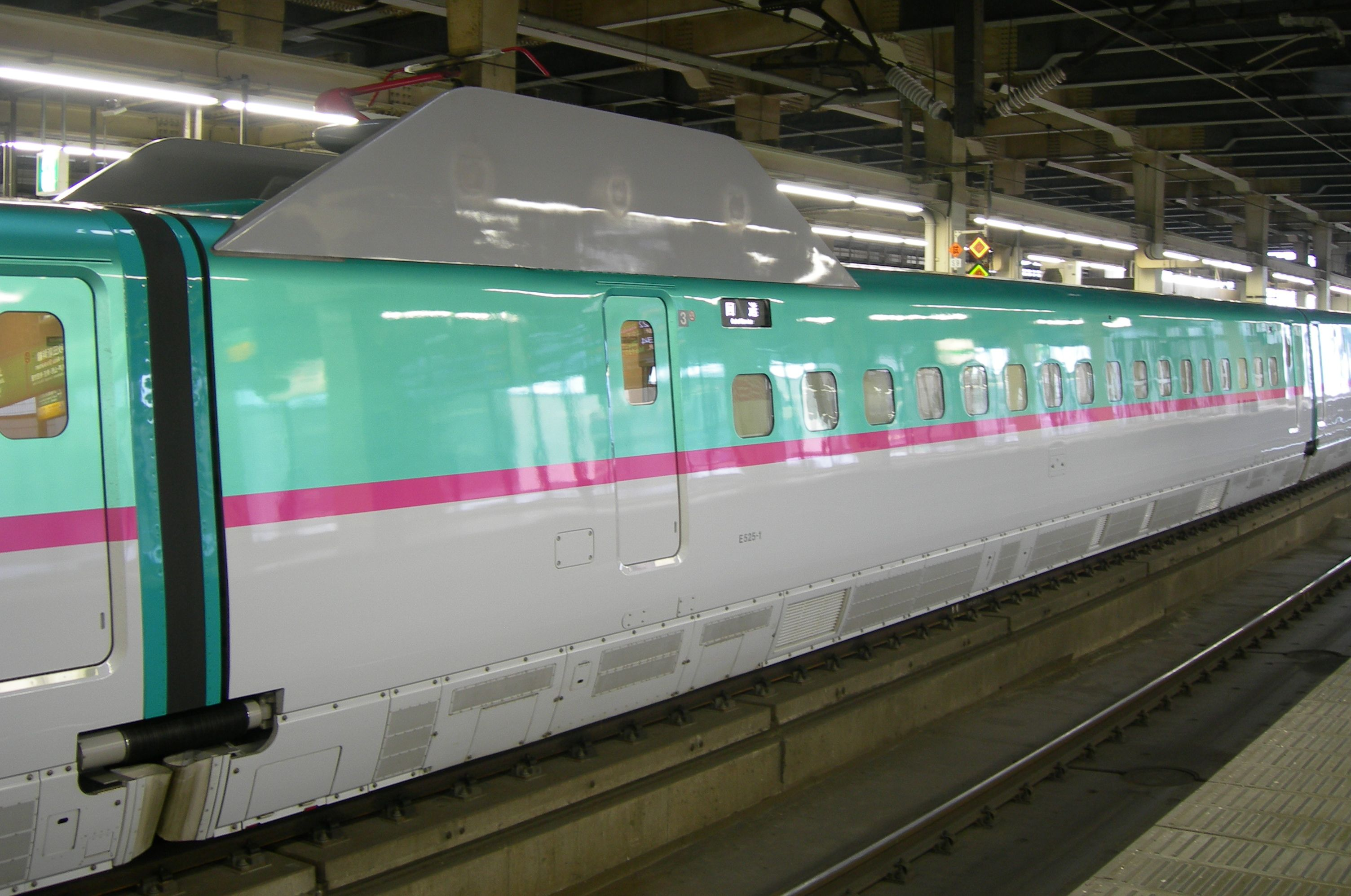
E525-1 (3호차)
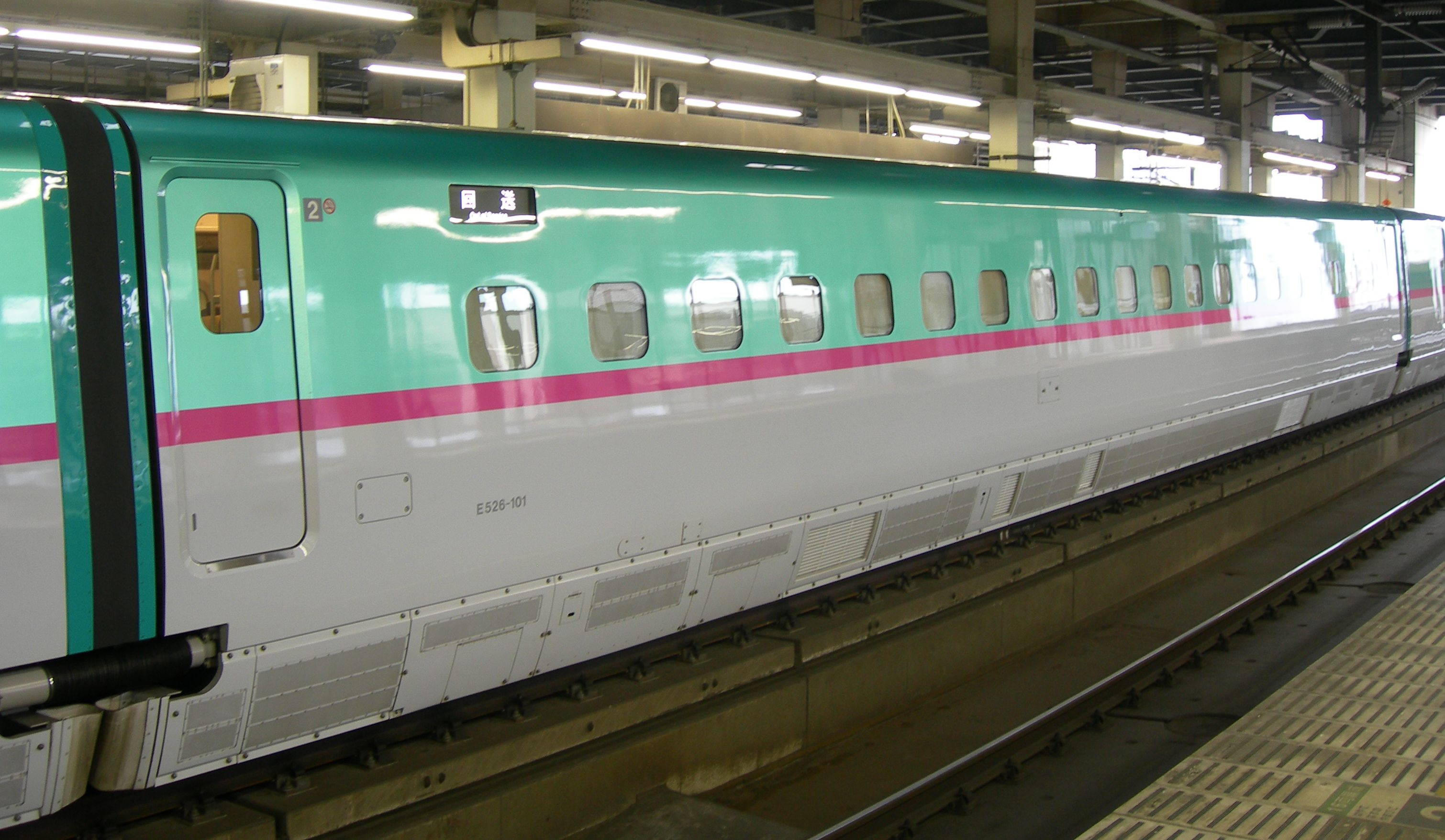
E526-101 (2호차)
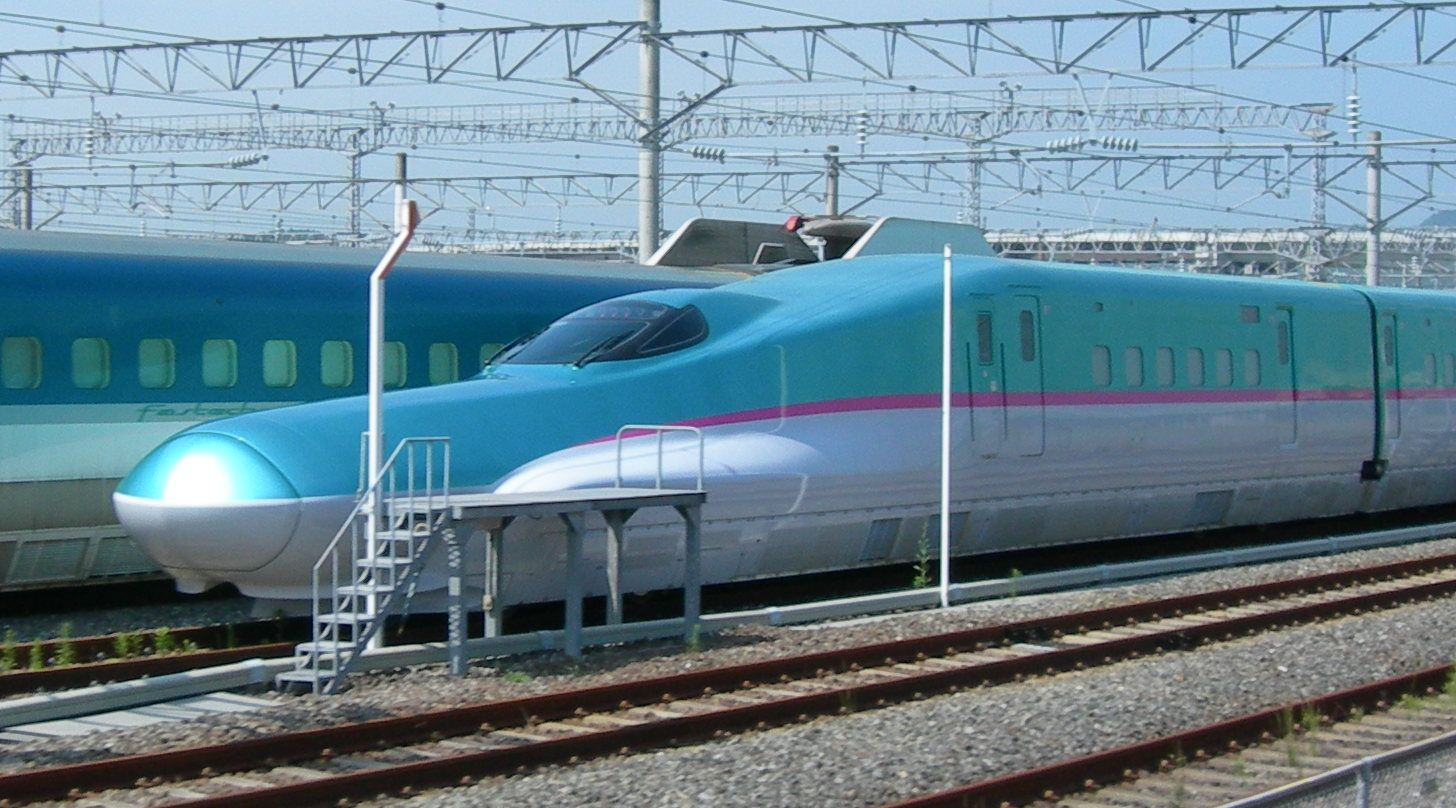
E523-1 (1호차)